# Le Ravissement de Lol V. Stein
Le Ravissement de Lol V. Stein (česky: Vytržení Lol V. Steinové) je román francouzské spisovatelky Marguerite Duras, vydaný v roce 1964. Toto dílo je považováno za jedno z nejvýznamnějších v autorčině tvorbě a představuje příklad francouzského nového románu.

## Děj
Příběh Loly Valerie Stein je vyprávěn mužem, který ji miluje a který je zároveň milencem její přítelkyně z dětství, Tatiany Karl. Popisuje scény z Lolina života – její zasnoubení s Michaelem Richardsonem, který ji následně na plese v T. Beach opouští pro Anne-Marie Stretter, Lolinu svatbu s Jeanem Bedfordem a deset let života v U Bridge. Po deseti letech se Lol vrací do S. Thala, kde se shledá s přítelkyní Tatianou a poznává Jacquese Holda, vypravěče příběhu. Postavy tvoří řetězec vztahů a mileneckých trojúhelníků, které poukazují na rozpadající se manželské svazky. Většinu života Lol V. Stein si vypravěč pouze domýšlí a odhaduje, aby dokázal pochopit ženu, kterou miluje.